# Edgaras Matakas
Edgaras Matakas (23 de octubre de 1998) es un deportista lituano que compite en natación adaptada. Ganó una medalla de bronce en los Juegos Paralímpicos de Tokio 2020, en la prueba de 50 m libre (clase S11).

## Palmarés internacional
| Juegos Paralímpicos | Juegos Paralímpicos | Juegos Paralímpicos | Juegos Paralímpicos |
| Año                 | Lugar               | Medalla             | Prueba              |
| ------------------- | ------------------- | ------------------- | ------------------- |
| 2020                | Tokio (Japón)       | Medalla de bronce   | 50 m libre S11      |